# 39M Csaba
A 39M Csaba (Csaba páncélautó) a Magyar Királyi Honvédség által a második világháborúban rendszeresített felderítő és összekötő harci jármű volt.

## Története
Straussler Miklós 1932-ben építette meg a négykerékhajtású AC1 páncélautó prototípusát a csepeli Weiss Manfréd gyárban. A gépkocsinak nem volt páncélzata, ezért Angliába szállították ahol felszerelték ezzel. Ezt követte az AC2 1935-ben, melyet szintén Angliába szállítottak. A prototípusokat 1937-ben a konstruktőr is követte, aki ekkor távozott végleg Magyarországról. Az Angliába került példányokra az Alvis cég szerelt páncélzatot és tornyot. A Weiss Manfréd még két alvázat gyártott le ebből a típusból, melyek Magyarországon maradtak.
1937-ben Coventryben létrejött az Alvis Straussler közös vállalat, mely elkészítette az AC3 első példányát, később elindította annak sorozatgyártását. Az AC3-ból Hollandia, Portugália és Anglia rendelt gyarmati területekre, utóbbi a Közel-Keletre. Az alvázak beszállítója a Weiss Manfréd volt, motorral, sebességváltóval, páncélzattal és fegyverekkel az Alvis Straussler szerelte fel a gépkocsikat.
A Weiss Manfréd vállalat 1938-ban kezdte el az első könnyű páncélzattal ellátott, AC2-esek gyártását, amelyek 1939-ben kerültek tesztelésre és alapjául szolgáltak a 39M Csabának elnevezett, sorozatgyártásra kerülő páncélgépkocsinak. A Csaba befejező munkálataiban Straussler Miklós nem vett részt. A 8 kísérleti példány legyártását követően a Weiss Manfréd 53 teljes páncélzatú Csabára kapott megrendelést, amelyek 1940 tavasza és 1941 nyara között készültek el.
A páncélgépkocsi megfelelt az akkori hasonló, páncélos felderítő járművek világszínvonalának, bár hatótávolságban elmaradt azoktól. Mivel a Csaba tulajdonságai teljesítették a Honvédség elvárásait, a gyártótól 1941 végén, előbb 50 darabot rendeltek meg, (ebből 32 1942-ben készült el, 18 1943-ban) majd ezt követte egy 1943 januári megrendelés 70 darabra, melyből 12-t, 1943-ban szállítottak, 20-at pedig 1944-ben. Összesen így, 135 Csaba felderítő jármű készült, amelyből 30 volt 40M parancsnoki változat. További 18 Csaba torony került a dunai flottillához a PAM páncélos aknász motorcsónakok és az Őrnaszádok felfegyverzéséhez, így összesen 143db jármű és 161 torony készült.
Egyetlen Csaba páncélgépkocsi sem maradt fenn.

## Felépítése
A 9 mm vastag acéllemezekből szegecselt páncéltest döntött, így a szögben érkező lövedékek átütő ereje gyengült. Más források szerint a frontpáncél 13 mm, az oldalak és far 9, míg a tető és a haslemezek 7mm vastagok voltak, amely jobban megfelel a korabeli tervezési rutinnak. A jármű hátrányos tulajdonsága volt a szegecselt kivitel. A páncéllemezeket egy keretre helyezték fel és ahhoz rögzítették szegeccsel vagy kúpos végű csavarral, így a szerkezet tömege jelentősen növelte a jármű össztömegét és így a súlypont is magasabbra került, amely terepen hátrányos.
A meghajtásról egy Németországban gyártott, 8 hengeres, karburátoros, vízhűtéses Ford motor gondoskodott amely 3613 cm³-es lökettérfogatú volt.  A váltómű előre és hátramenetben egyaránt öt sebességű volt. A páncélautó összkerékhajtással bírt, amely igen jó terepjáró képességet biztosított neki. Hiányosság volt, hogy – a Botondokkal ellentétben – a jármű oldalán nem alakítottak ki elfordulni képes pótkereket, így árokba futva a páncélgépkocsi könnyen elakadt. Ez különösen a páncélos hadosztályok harckocsijaival együtt mozgó Csabák esetében volt probléma. A jármű nem rendelkezett csörlővel, így elakadás esetén külső segítségre szorult.
A Csabáknak két vezetőállása volt, az egyik a jármű elején a másik végében. Így a jármű ellenséges csapatokba futva megfordulás nélkül azonnal vissza tudott vonulni és jelenteni az ellenség pozícióját, hiszen a páncélgépkocsik feladata a felderítés és nem a harc megvívása volt. A kormányzást egy kreatív kialakítású rendszer segítette, a kormánytengely egy torziós rugó volt és bizonyos mértékű kitérés esetén egy elektromos kapcsolású motor segített a kormányerő kifejtésében, azonban országúton ez a kapcsoló jelleg nagy figyelmet igényelt. A jármű manőverezését javította a választható (csak az első vagy mindkét tengelyt kitérítő) kormányzás, azonban a szerkezet rendkívül bonyolult volt és nehéz volt a karbantartása.
A személyzet négyfős volt, parancsnok-lövész, géppuskás-töltő, elülső vezető és hátsó vezető, aki egyben a rádiós is volt. A rádió(k) a torony mellett, a hátsó vezető mögött kapott helyet, így szükség esetén a parancsnok is tudta kezelni. A "csatár" kivitelű Csabák R/4 rádiót, a "parancsnoki" járművek egy, a Toldikon is használt R/5 rádió mellett egy növelt teljesítményű R/4a típusú készüléket is kaptak, amely a neve ellenére teljesen új konstrukció volt, nem a korábbi rádió módosítása.

## Fegyverzet
A Csaba főfegyverzetét egy 2 cm-es Solothurn-licenc alapján a Danuviánál gyártott 36M nehézpuska alkotta, melyet kiegészítettek egy 8 mm-es Gebauer 34/37M géppuskával és egy 8 mm-es Solothurn 31M golyószóróval, így jelentős tűzerőt biztosítottak számára. A nehézpuska bár öntöltő volt, de sorozatlövésre nem volt alkalmas amely némileg korlátozta a 2 cm-es lövedékek teljesítményének kiaknázását. A fegyverek szekrénytárból tüzeltek, nem hevederből, így a Toldikhoz hasonlóan a tűzcsapások által lefogható ellenséges célpontok kiterjedése korlátozott volt.
A golyószóró révén a Csaba elméletileg korlátozottan alkalmas volt nem páncélozott légi célok (pl. Po–2, I–16, R-5...) elleni harcra, azonban ez igen kérdéses volt, mivel a torony hátulján lévő kétszárnyú ajtón keresztül kellett tüzelni.
A Csaba személyzete 1-2 db puskát vagy géppisztolyt valamint fejenként egy-egy pisztolyt kapott önvédelemre. A pisztolyokkal a járművön kialakított lőréseken keresztül a személyzet leküzdhette a jármű közvetlen közelében felbukkanó ellenséges gyalogosokat. Szükség esetén a Csaba elhagyását igényelő felderítési feladat során, vagy a jármű feladása esetén önvédelemre használhatták a személyi fegyvereket és a golyószórót.

## Alkalmazása
A Honvédelmi Minisztérium által 1939-ben rendelt első 61 darabbal, az 1. és 2. gépkocsizó dandárt, az 1. és 2. lovasdandárt dandáronként egy századdal, valamint az 1. hegyi dandárt egy szakasszal szerelték fel. Egy századot 10 alap-, 1 parancsnoki kivitelű és 2 oktatási célú tesztautó alkotott. A hegyi dandár egy 3 Csabából álló szakasszal rendelkezett. A felsorolt dandárok közül a hegyi dandár kivételével valamennyien – a Gyorshadtest kötelékében – részt vettek az 1941-es délvidéki hadműveletben.
A páncélgépkocsik 1941 nyarán, a keleti fronton harcoltak, a 2. gépkocsizó dandárral, az 1. lovasdandárral, valamint egy század a 2. lovasdandárból, – összesen 57 Csaba. Amikor 1941 decemberében ezek az egységek feltöltésre és újraszervezésre tértek vissza már csak 17 Csaba volt meg. A harci tapasztalat azt mutatta, hogy a jármű felderítésre alkalmas, azonban a magas kialakítás miatt borulékony, amely főleg a galíciai hegyvidéki területen problémás volt, ráadásul a parancsnokok -sajnos- sokszor harckocsiknak való feladatot bíztak a páncélgépkocsikra.
1942 decemberében a Donnál elpusztult az 1. lovassági dandár és a velük harcoló valamennyi – 18 db – Csaba.
1944 áprilisában a 2. páncéloshadosztály részeként 14 db-os Csaba század indult a keleti frontra, és augusztusban érkezett vissza az egység feltöltésére, ekkor azonban már 12 jött haza, mivel a megfelelő használat mellett a veszteségek is csökkentek. 1944 nyarára a honvédségnek mindössze 48 harcképes páncélgépkocsija maradt. Ekkor 4 Csaba alkotott egy szakaszt, amelyből egy parancsnoki változat volt. Ezek a szakaszok négy gyalogos hadosztályhoz voltak beosztva. A többi járművet a két páncélos és a lovas hadosztály felderítő osztályai alkalmazták.
1944 júniusában egy század Csaba harcolt Galíciában az 1. lovassági hadosztállyal, itt 8 Csaba veszett el a 14-ből.
1944 őszétől a magyarországi harcokban az előbb felsorolt gyalogsági és lovashadosztályok vettek részt egy-egy század Csabával, valamint 9 gyalogos hadosztály, hadosztályonként egy szakasznyi Csabával.
A Csaba páncélos gépkocsi így végigharcolta az egész háborút. Összegezve a harci tapasztalatokat, megállapíthatjuk, hogy a jármű felderítési célokra bevált, azonban a szegecselt kivitel miatti nagyobb tömeg és a magas kialakítás némi óvatosságot igényelt a terepen, így a jármű sikeres bevetése nagyban múlott a vezető képességein. Fegyverzete és védettsége megfelelt a feladatra, hiszen az orosz BA-64 és brit Dingo páncélgépkocsik még nehézpuskával sem bírtak. E járműveknek nem volt feladata a harc megvívása ellenséges páncélosokkal, helyette a nagy mobilitás miatt ki tudtak előlük térni, azonban ez megfelelő műveleti koordinációt igényelt. A Csabák – részben szintén a nagyobb tömeg miatt – hatótávolsága korlátozta használatukat összekötő szerepkörben, de a magyarországi harcokban ez már nem okozott problémát.
A sikeres jármű alapján az ötvenes években megterveztek egy új páncélgépkocsit, amely Csepel és MWG alkatrészeket használt volna. Azonban moszkvai nyomásra a néphadsereg szovjet páncélosok beszerzése mellett köteleződött el, amiből azonban semmi nem lett, így egészen a FUG gyártásáig a Magyar állam nem rendelkezett felderítő gépkocsikkal.

## Változatai
- 39M Csaba alaptípus, R/4 rádióval, fegyverzet: 2 cm-es nehézpuska, 1 db géppuska, 1db golyószóró.
- 40M Csaba parancsnoki jármű. A nehézpuska elhagyásával két szimplex rádió, R/4a és R/5 valamint egy pneumatikusan emelhető keretantenna került beépítésre. Fegyverzet: 1db géppuska, 1db golyószóró.

## Külső hivatkozások
- Hungarian Tanks. [2014. augusztus 6-i dátummal az eredetiből archiválva]. (Hozzáférés: 2007. augusztus 2.)
- A magyar páncélos fegyvernem megjelenése. ZNME. [2009. április 18-i dátummal az eredetiből archiválva]. (Hozzáférés: 2011. november 1.)

### Bibliográfia
- И. П. Шмелeв Бpoнетaнкoвая техника Bенrpии (1940-1945) az М-Хoбби c. lap melléklete 1995 28-29 o.